# Fonroque
Fonroque ist eine französische Gemeinde mit 333 Einwohnern (Stand 1. Januar 2022) im Département Dordogne in der Region Nouvelle-Aquitaine (vor 2016: Aquitanien). Sie gehört zum Arrondissement Bergerac und zum Kanton Sud-Bergeracois.
Der Name in der okzitanischen Sprache lautet Font Ròca (deutsch Felsenquelle) und geht auf das lateinische „fons“ (deutsch Quelle) und „roca“ (deutsch Felsen) zurück.
Die Einwohner werden Fonroquois und Fonroquoises genannt.

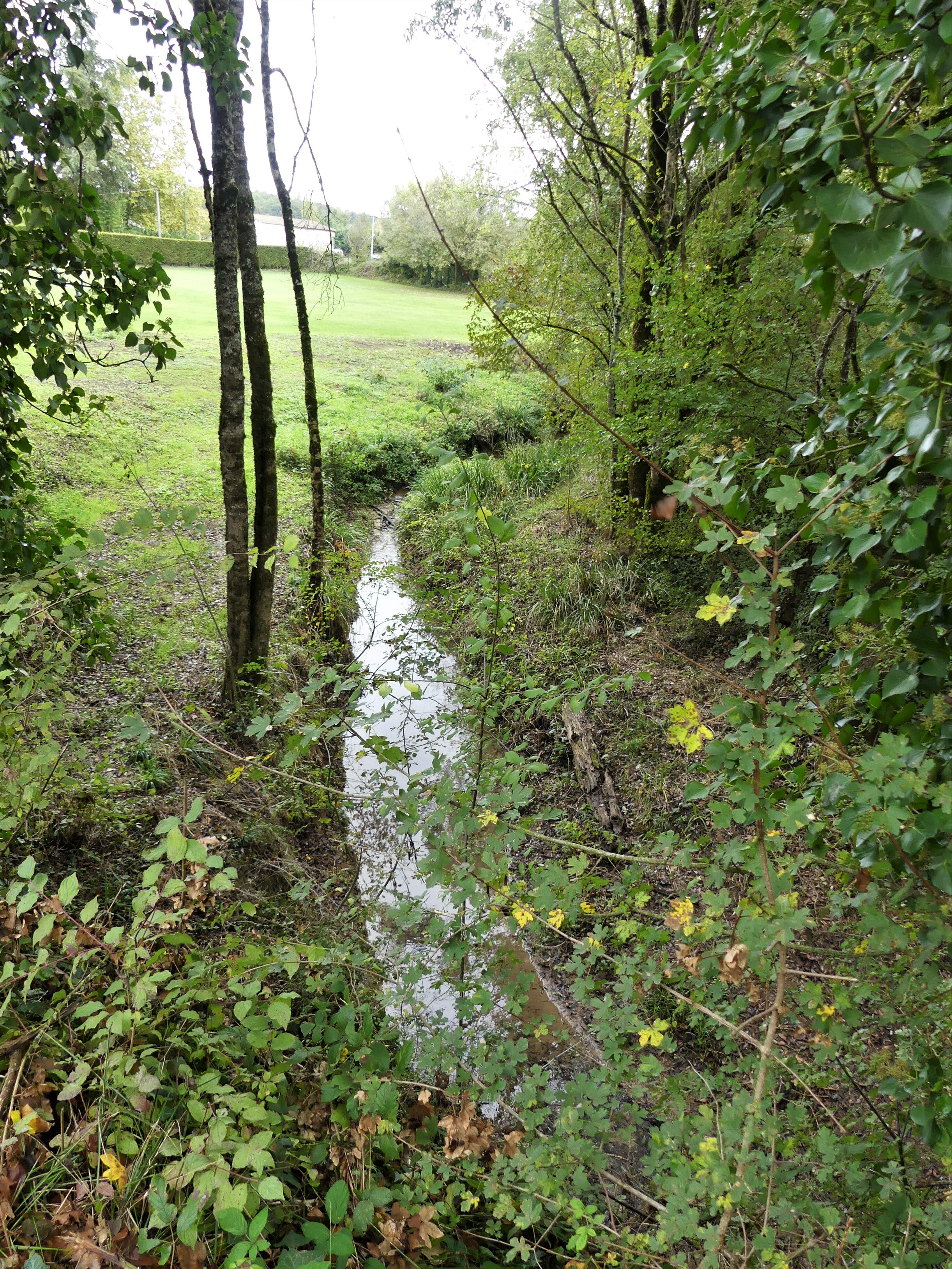
Das Flüsschen Escourou an der Grenze zur Nachbargemeinde Sainte-Innocence

## Geographie
Fonroque liegt ca. 20 Kilometer südsüdwestlich von Bergerac in der Region Bergeracois der historischen Provinz Périgord am südwestlichen Rand des Départements.
Umgeben wird Fonroque von den Nachbargemeinden:
|  | Saint-Julien-Innocence-Eulalie              |                      |
|  | Kompassrose, die auf Nachbargemeinden zeigt | Razac-d’Eymet        |
|  | Eymet                                       | Serres-et-Montguyard |

Fonroque liegt im Einzugsgebiet des Flusses Garonne.
Der Ruisseau du Réveillou, ein Nebenfluss des Dropt, markiert die Grenze zu den östlichen Nachbargemeinden Razac-d’Eymet und Serres-et-Montguyard. Seine Nebenflüsse, der Ruisseau du Touron und der Rieu du Lac, entspringen in Fonroque.
Im Westen verläuft das Flüsschen Escourou.

## Geschichte
Der englische König Eduard I. gründete Fonroque im Jahr 1284 auf einem Felsen über dem Tal des Dropt als Bastide, die in der Folge nicht vollendet wurde. In den Jahren nach seiner Gründung erfuhr die Gemeinde eine Blütezeit und 1365 wohnten bereits 41 Familien in Fonroque. 1764 unterstand sie der Gerichtsbarkeit von Sarlat und der Sénéchaussée von Bergerac. Vor der Französischen Revolution gehörte Fonroque zur Grundherrschaft von Puyguilhem, die im April 1790 zur Gründung des Kantons Eymet diente.

### Toponymie
Toponyme und Erwähnungen von Fonroque waren:
- Parochia de Fonte Roqua (Collection de l’abbé de Lespine),
- Fonroque (1750, Karte von Cassini),
- Fouroque (1793, Notice Communale),
- Fonroque (1801, Bulletin des Lois),
- Font-Roque (1873, Dictionnaire topographique du département de la Dordogne).[5][6][7]

### Einwohnerentwicklung
Nach Beginn der Aufzeichnungen stieg die Einwohnerzahl in der Mitte des 19. Jahrhunderts auf einen Höchststand von 525. In der Folgezeit sank die Größe der Gemeinde bei kurzen Erholungsphasen bis zu den 1990er Jahren auf rund 210 Einwohner, bevor eine robuste Wachstumsphase einsetzte, die bis heute anhält.
| Jahr      | 1962 | 1968 | 1975 | 1982 | 1990 | 1999 | 2006 | 2010 | 2022 |
| --------- | ---- | ---- | ---- | ---- | ---- | ---- | ---- | ---- | ---- |
| Einwohner | 260  | 248  | 241  | 223  | 212  | 240  | 248  | 267  | 333  |

## Sehenswürdigkeiten

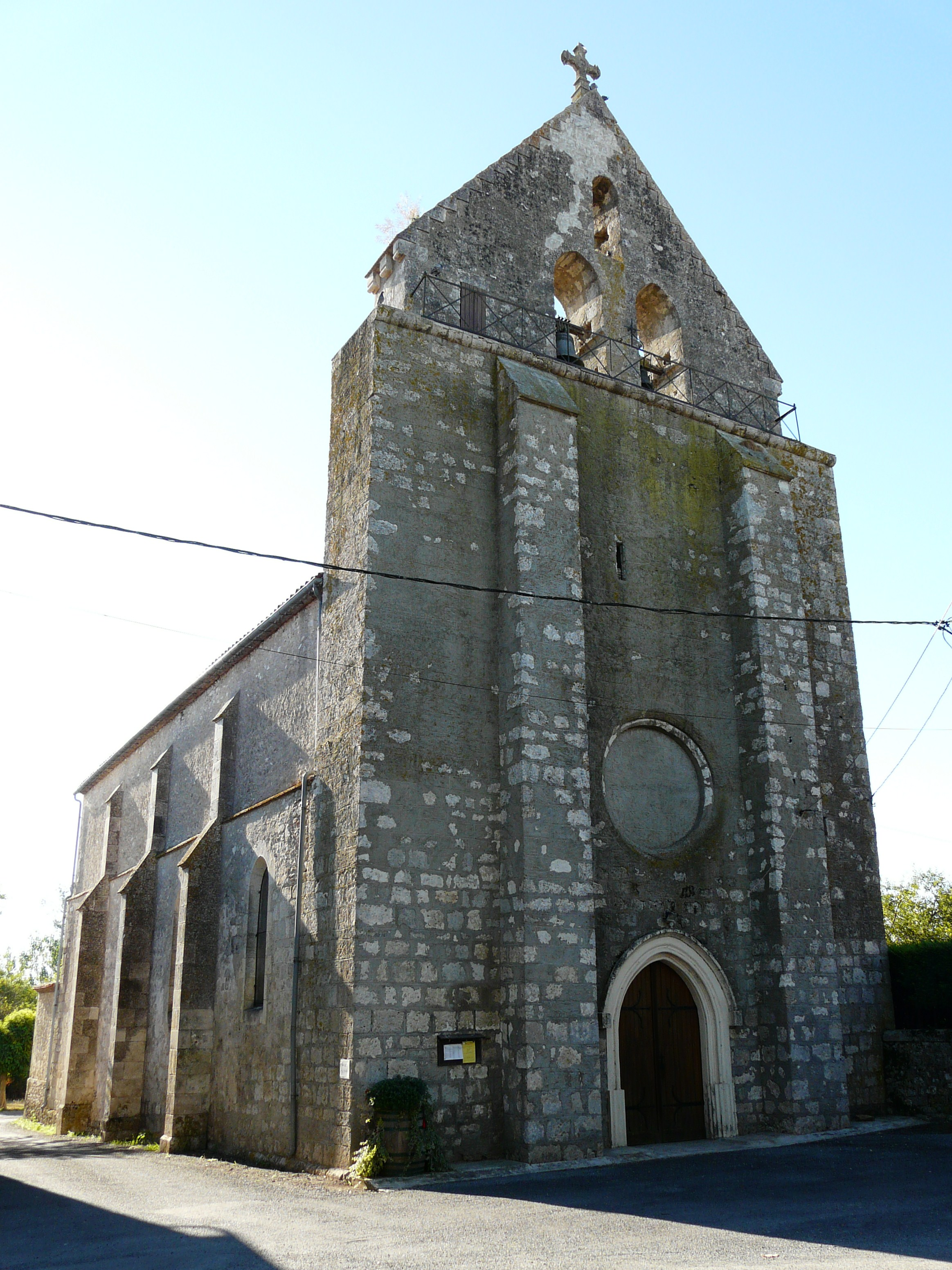
Pfarrkirche Saint-Jean-Baptiste

### Pfarrkirche Saint-Jean-Baptiste
Die ursprüngliche Kirche ist von den Engländern im 14. Jahrhundert im romanischen Stil erbaut worden. Während der Hugenottenkriege wurde sie im 16. Jahrhundert teilweise zerstört. Das gotische Eingangsportal aus dem 15. Jahrhundert konnte bis heute bewahrt werden. Im Jahre 1887 erfuhr die Johannes dem Täufer geweihte Kirche eine vollständige Umgestaltung. Ihr Glockengiebel ist von drei Wandöffnungen unterbrochen, die die Glocken bergen. Ein Balkon diente zu Verteidigungszwecken. Das Langhaus überragt eine polygonale Apsis.

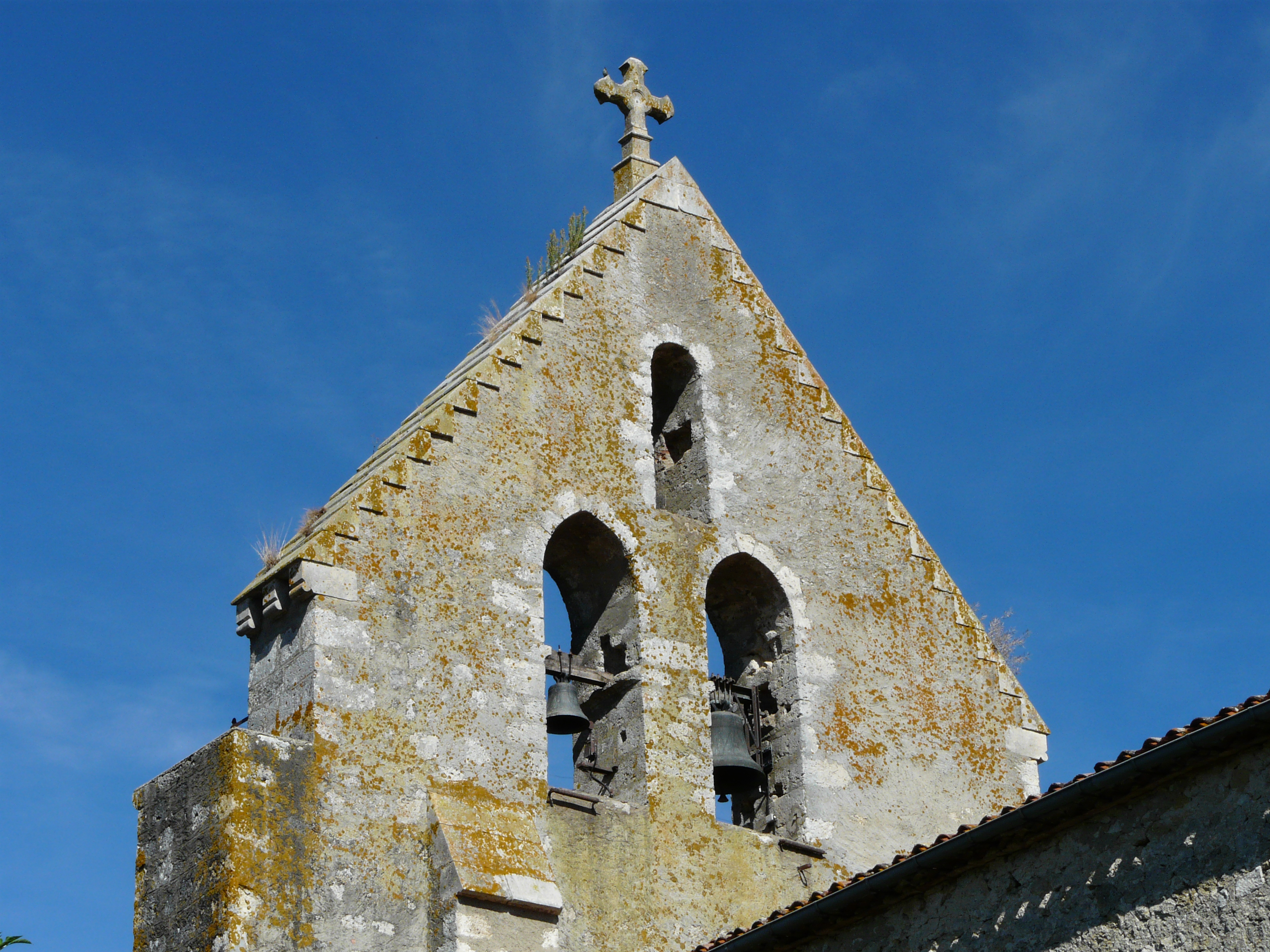
Glockengiebel
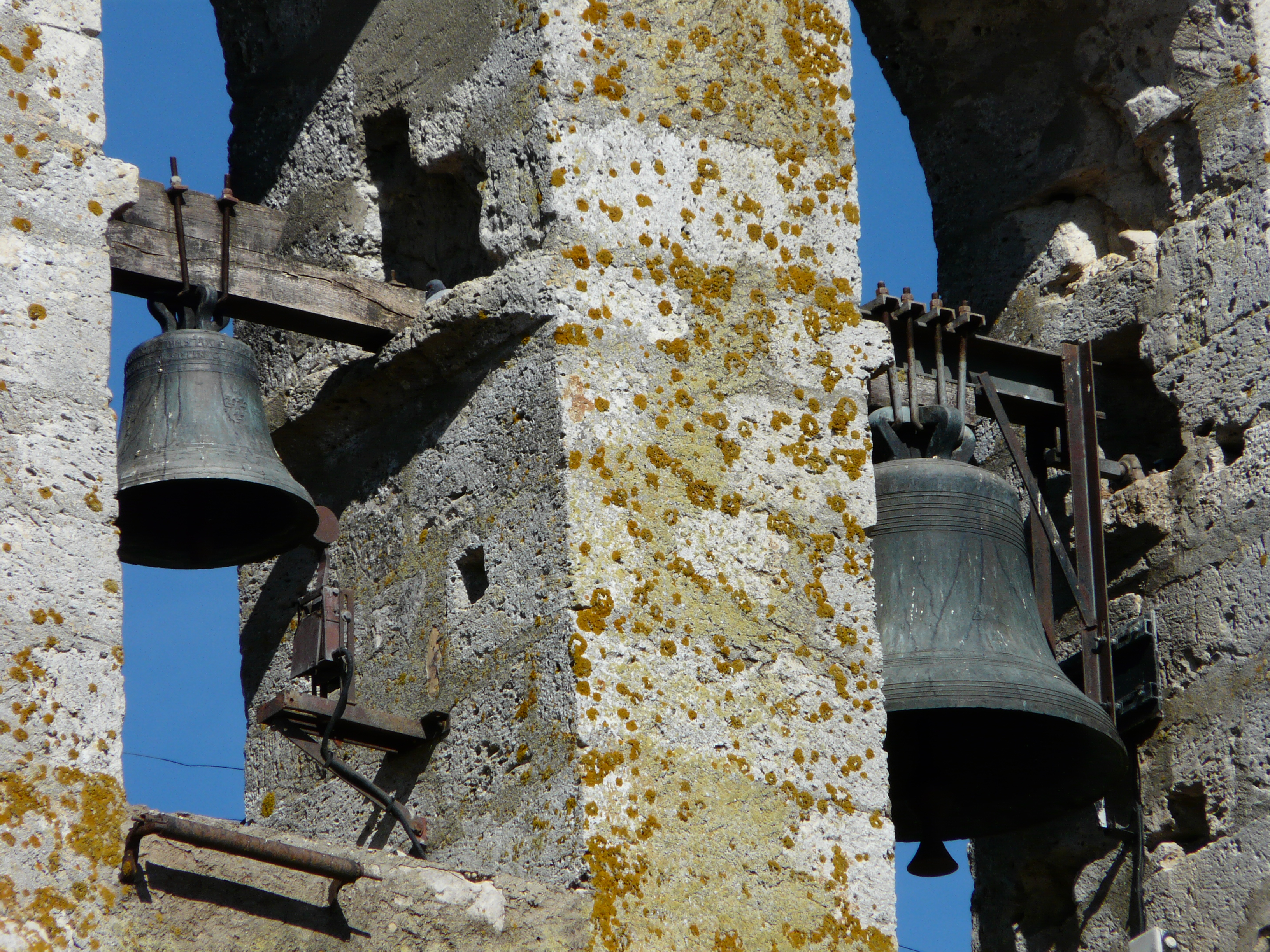
Glockengiebel – Detail
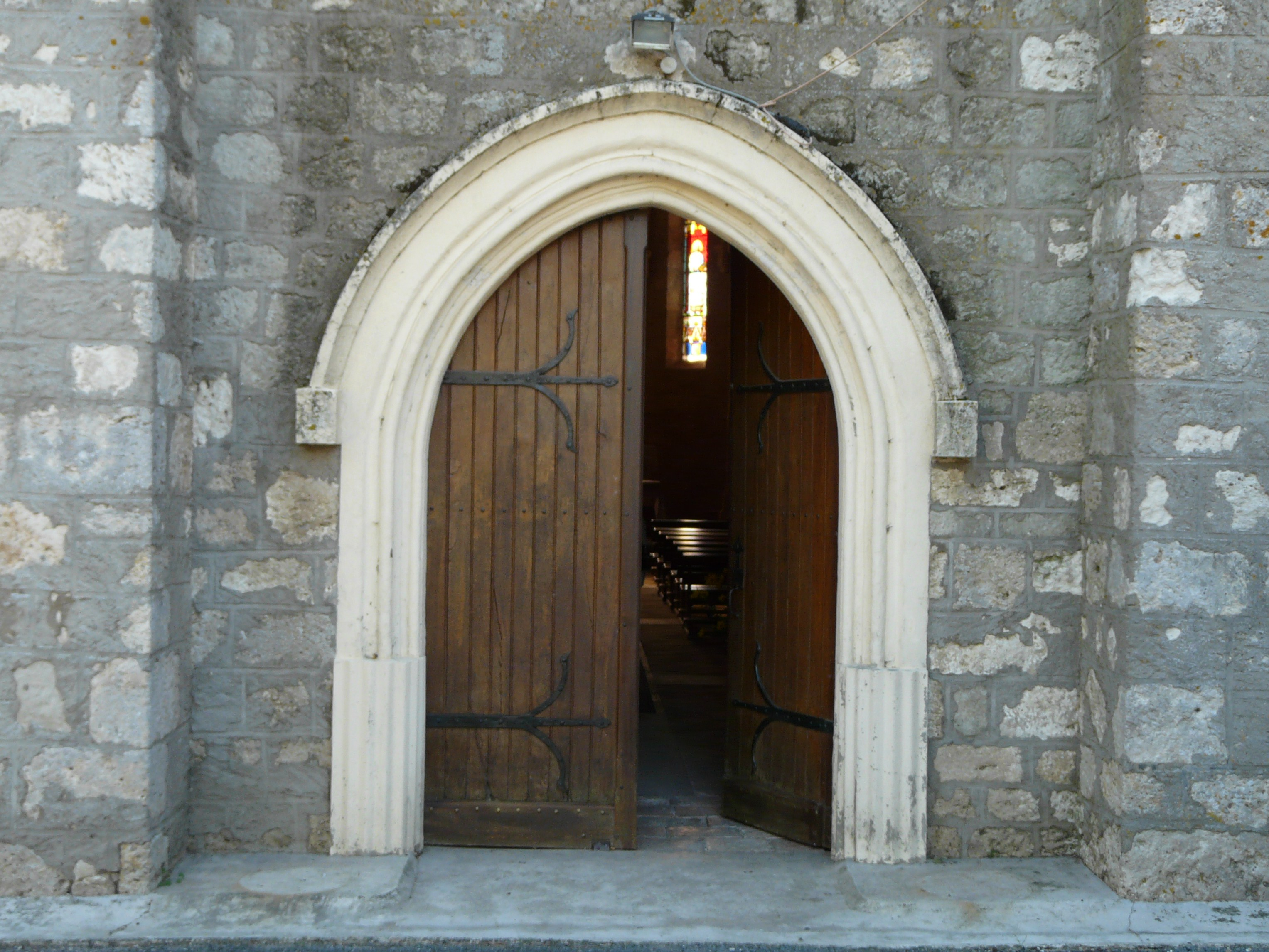
Eingangsportal
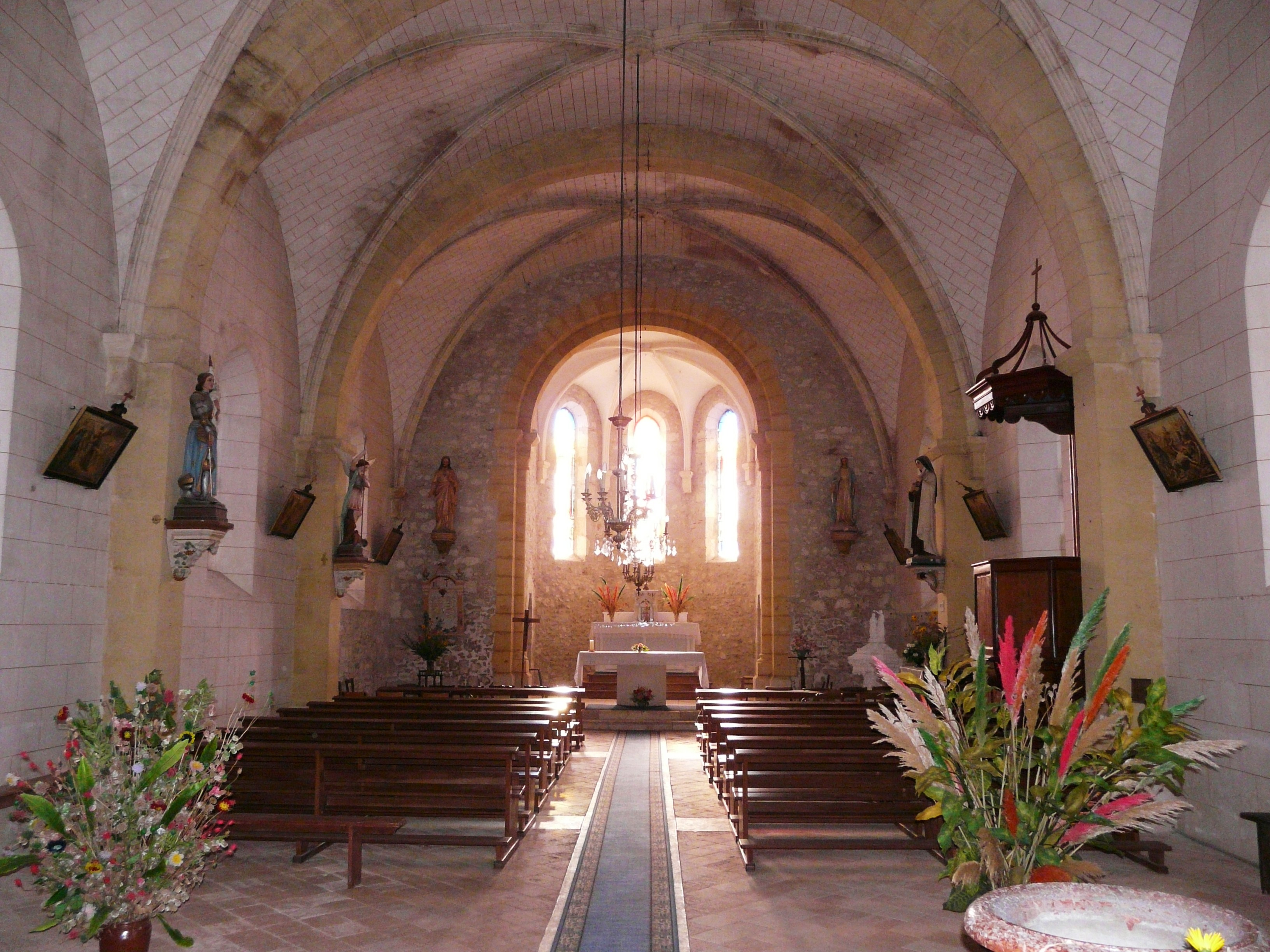
Hauptschiff mit Blick auf den Chor

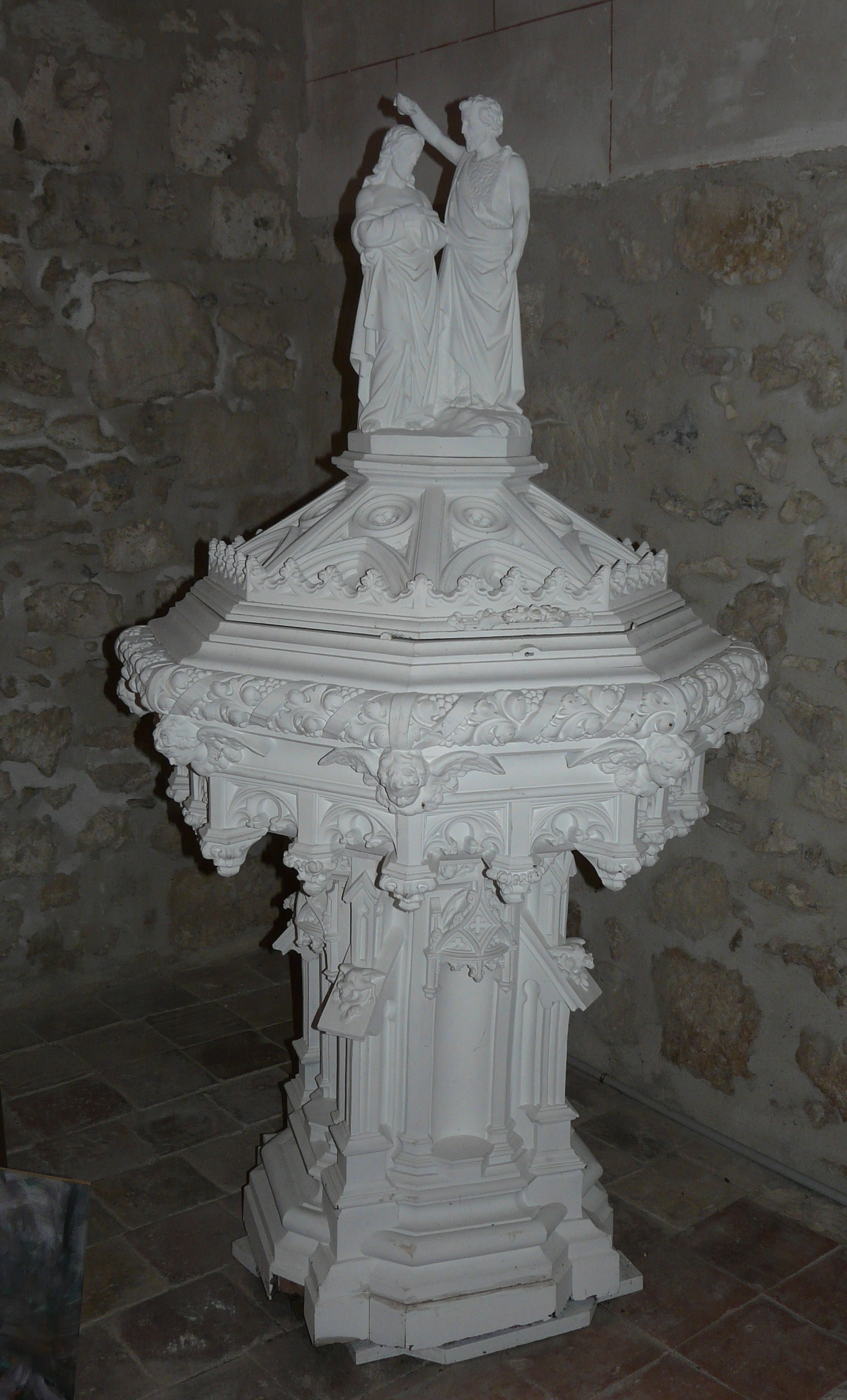
Taufbecken
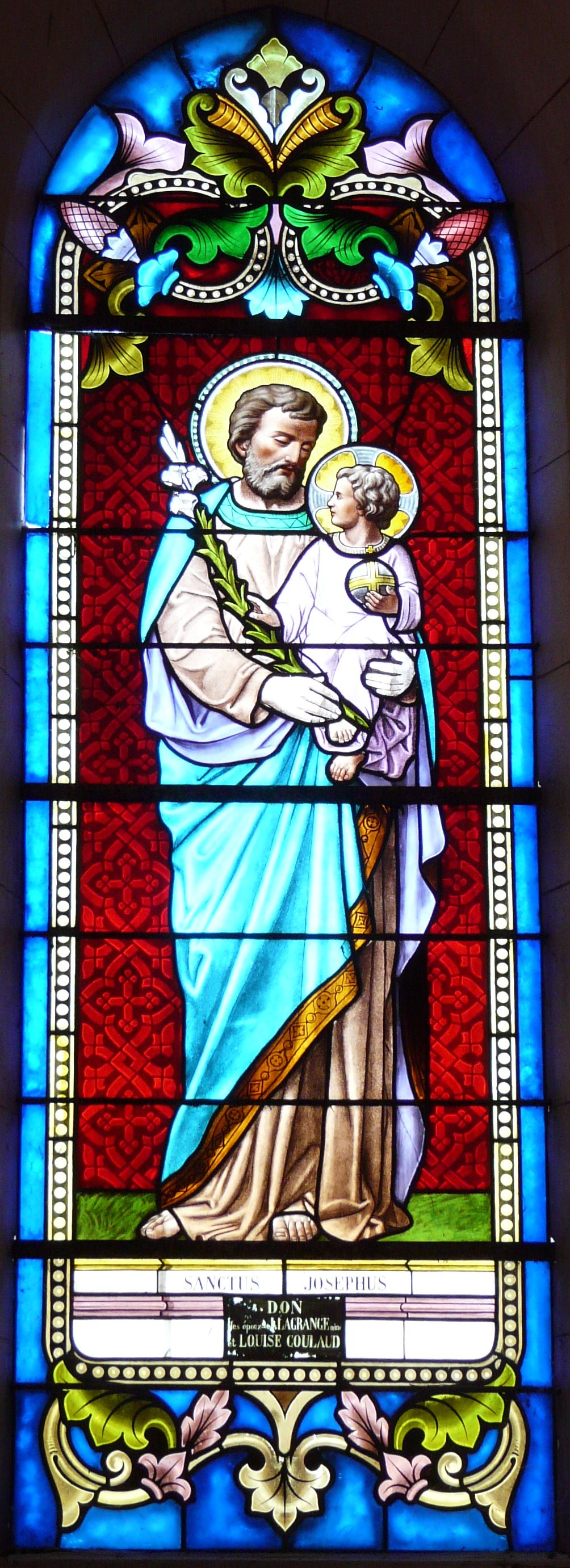
Glasfenster mit Josef und Jesuskind
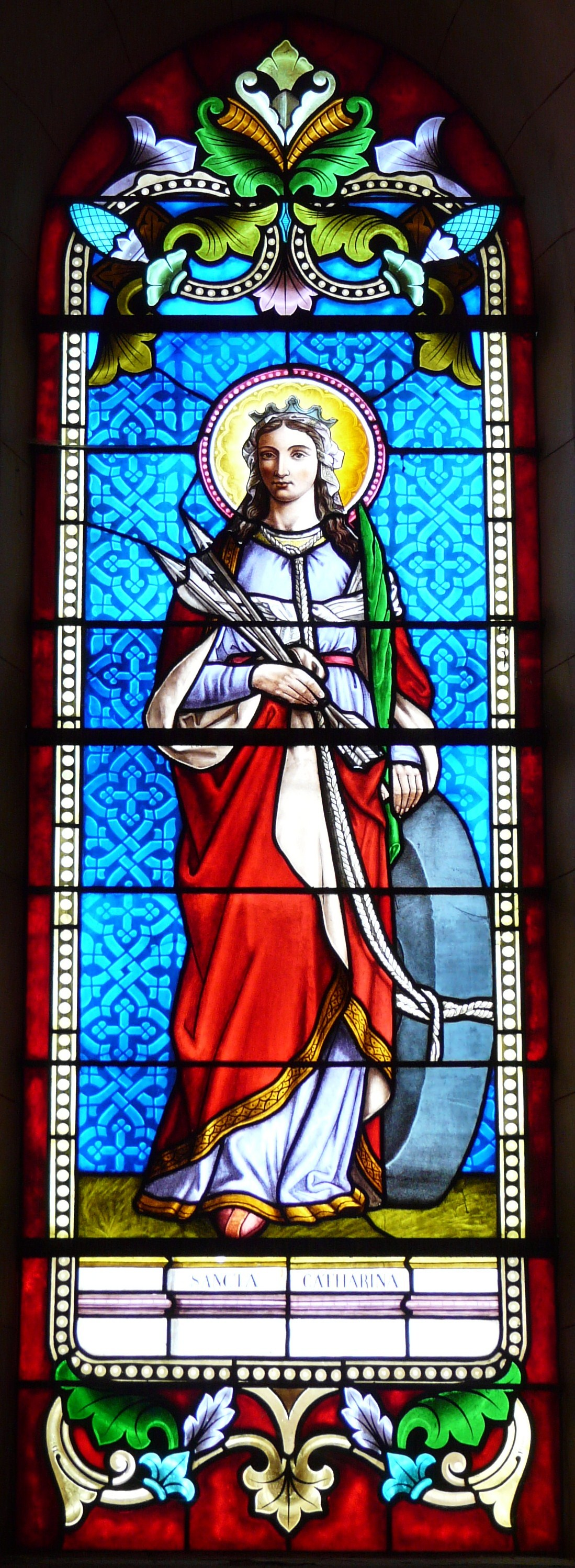
Glasfenster mit der heiligen Katharina
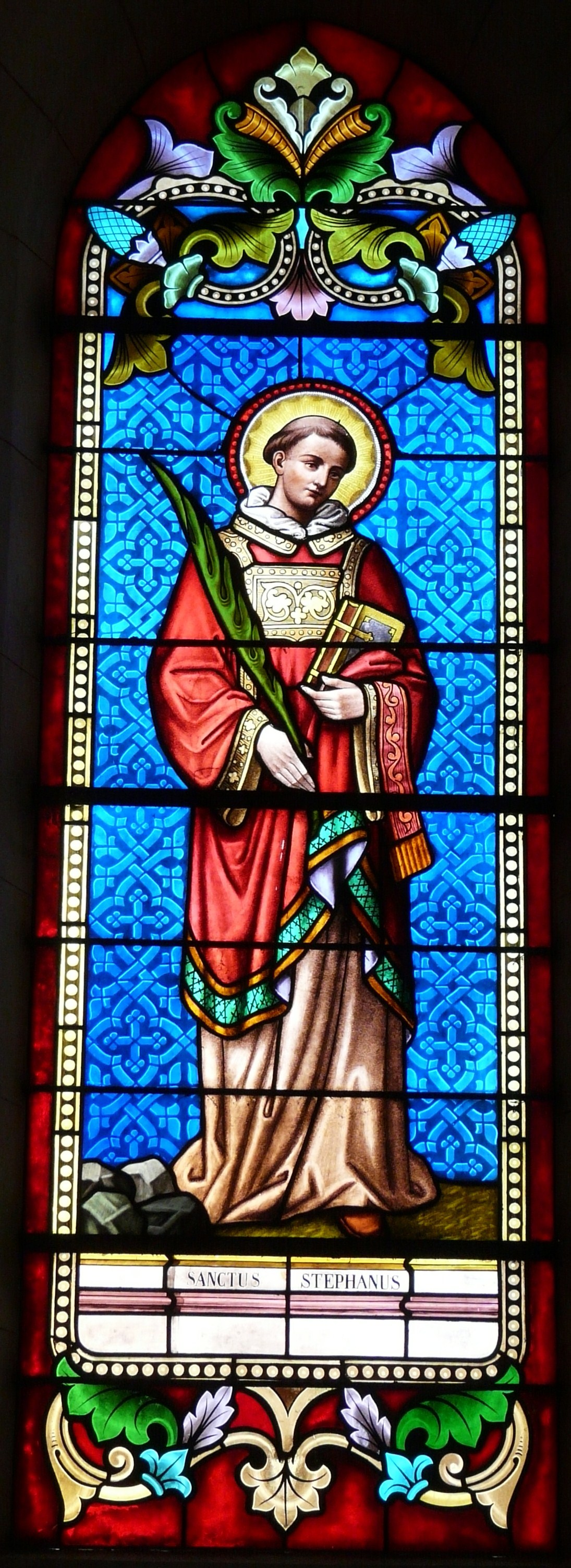
Glasfenster mit dem heiligen Stephanus
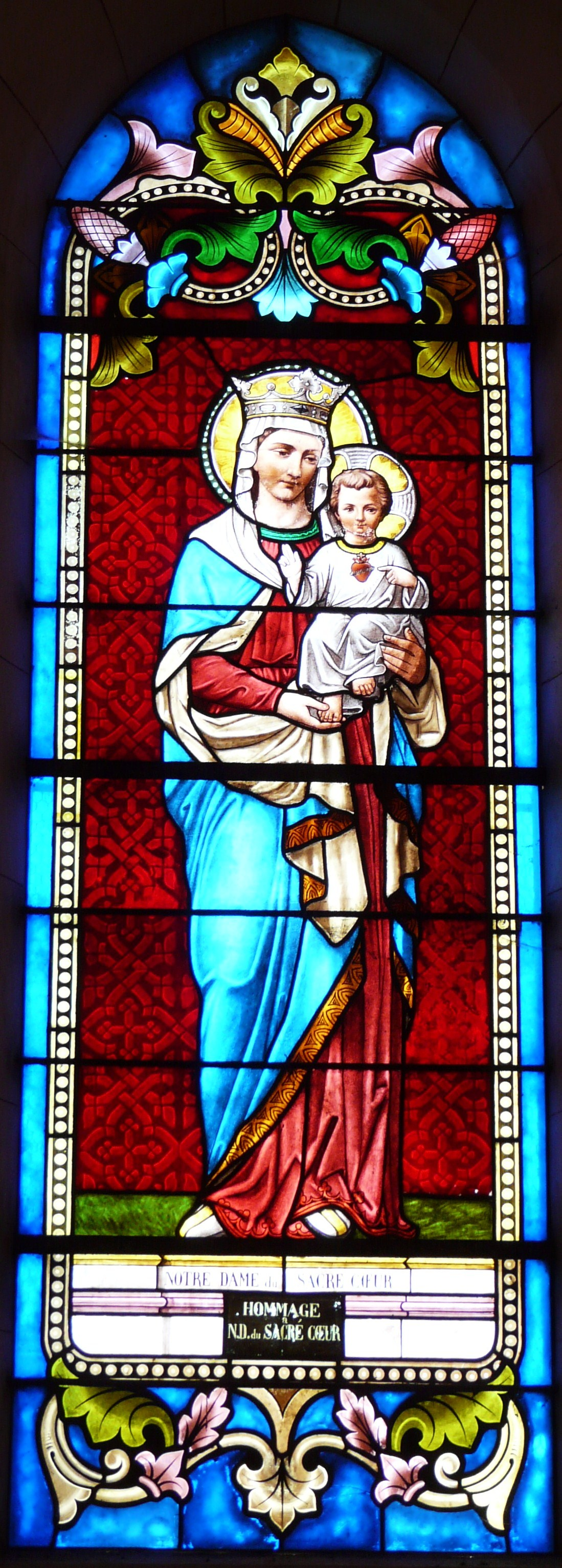
Glasfenster mit Maria und Jesuskind

### Manoir de Plaisance
Im Südwesten des Gemeindegebiets befindet sich das Herrenhaus, ein kleines Landschloss der Familie Lambert. Es wurde im 17. Jahrhundert auf einer Anhöhe über den Tälern der Flüsschen Touron und Réveillou errichtet. Das Anwesen erscheint imposant mit den vier viereckigen Türmen. Sein Stil ist vom klassizistischen Barock geprägt. Zu dem Anwesen gehört ein viereckiger Taubenschlag, der an einer Scheune gebaut wurde. Das Herrenhaus befindet sich in Privatbesitz und ist der Öffentlichkeit nicht zugänglich.

## Wirtschaft und Infrastruktur
Der Weinbau ist der wichtigste Wirtschaftsfaktor der Gemeinde. Weitere landwirtschaftlichen Aktivitäten sind Rinder- und Schafzucht und der Anbau von Getreide.
Fonroque liegt in den Zonen AOC des Bergerac mit den Appellationen Bergerac und Côtes de Bergerac.

### Bildung
Die Gemeinde verfügt über eine öffentliche Vor- und Grundschule mit 11 Schülerinnen und Schülern im Schuljahr 2018/2019.

### Verkehr
Die Route départementale 933, die ehemalige Route nationale 133, durchquert Fonroque von Nord nach Süd und verbindet die Gemeinde im Norden mit Bergerac und im Süden mit Eymet, dem Hauptort des Kantons, und in der Folge mit Gemeinden der benachbarten Départements.
Fonroque ist über eine Linie des Busnetzes Transpérigord, die von Bergerac nach Eymet führt, mit anderen Gemeinden des Départements verbunden.

## Persönlichkeiten
- Georges Faugère, geboren am 27. Dezember 1869 in Fonroque, gestorben am 20. August 1936 in Saint-Omer, war Arzt und französischer Politiker.[16]